# 維曼吉約
維曼吉約（Huimanguillo）是墨西哥塔巴斯科州的一座城市，也是維曼吉約自治市的首府及最大城市。

## 歷史

### 前哥倫布時期
在今天的維曼吉約地區，約公元前1000年，奧爾梅克文明開始興盛，被認為是中美洲的“母文化”。奧爾梅克人的政治和宗教中心位於今天稱為拉文塔的地區。
在拉文塔考古遺址中，發現了包括著名的奧爾梅克巨石頭像在內的重要遺跡，這些遺跡展示了奧爾梅克人的藝術與科技成就。此外，該遺址還擁有中美洲最古老的金字塔，被認為是新大陸最早的文明中心之一。

### 殖民時期及獨立運動
隨著奧爾梅克文明的衰落，該地區成為多個原住民部落的家園，直到16世紀西班牙帝國的到來。在殖民時期，維曼吉約作為塔巴斯科州的重要農業和商業中心而繁榮。
在19世紀的墨西哥獨立戰爭期間，維曼吉約為獨立軍提供了糧食和其他物資支持。

### 現代發展
20世紀以來，維曼吉約逐漸成為區域經濟和文化中心。交通基礎設施的改善以及農業技術的進步使該地區的經濟快速發展。目前，該市是塔巴斯科州重要的農業、工業和旅遊樞紐。

## 拉文塔考古遺址

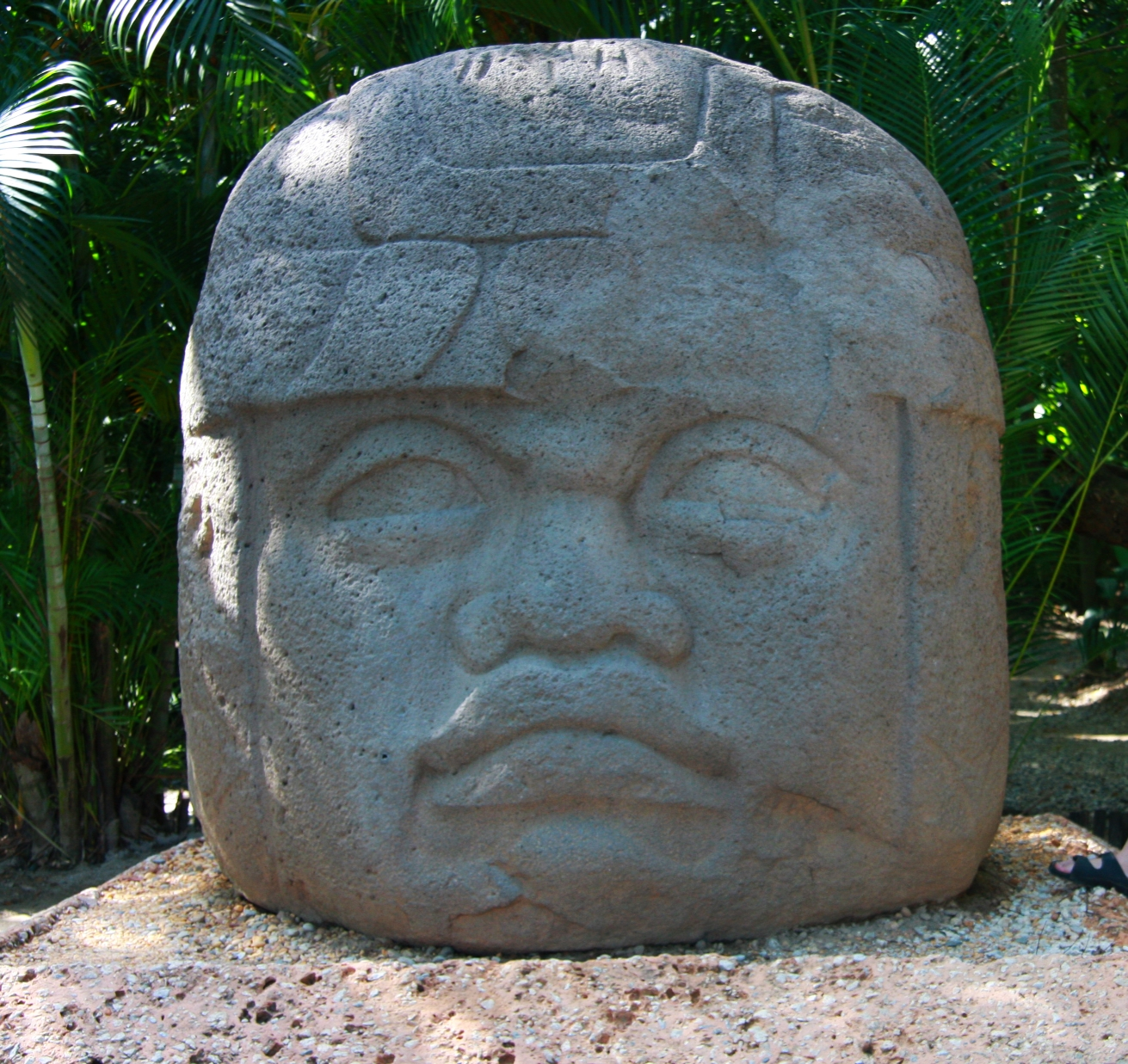
奧爾梅克巨石頭像，拉文塔遺址。

拉文塔考古遺址是奧爾梅克文化的重要中心之一，位於維曼吉約附近。該遺址以其保存完好的奧爾梅克巨石頭像而聞名，這些雕像體現了奧爾梅克人的藝術造詣和文化特色。遺址內還有中美洲最古老的金字塔，是奧爾梅克文明的象徵之一。
該遺址已被墨西哥國家人類學和歷史研究所（INAH）列為文化遺產，是旅遊和考古研究的重要目的地。

## 經濟
維曼吉約的經濟主要依賴以下部門：
- **農業**：該地區生產可可、甘蔗和香蕉，是塔巴斯科州農業經濟的核心。
- **旅遊業**：考古遺址如拉文塔吸引了大量國內外遊客。
- **工業**：近年來，該市成為塔巴斯科州石油工業的重要樞紐。[7]

## 文化
維曼吉約的文化融合了當地原住民傳統與殖民影響，形成了獨特的文化氛圍。年度活動如“拉文塔節”紀念奧爾梅克文明的重要性，並吸引了眾多遊客。

## 結論
維曼吉約憑藉其豐富的歷史和文化遺產，成為墨西哥中美洲文化的重要象徵之一。該市在農業、旅遊和工業方面的發展使其成為塔巴斯科州的關鍵經濟中心。